# إرلا (سرقسطة)
بلدية إرلا (بالإسبانية: Erla) هي بلدية تقع في مقاطعة سرقسطة التابعة لمنطقة أراغون شمال شرق إسبانيا.

## الديموغرافيا
بلغ عدد سكان بلدية إرلا 406 نسمة عام 2011 (وفقاً للمعهد الوطني الإسباني للإحصاء).
| 484 | 474 | 456 | 429 | 434 | 420 | 406 |